# بايال غوش
بايال غوش هي ممثلة وسياسية هندية ولدت في 13 نوفمبر 1989.

## وصلات خارجية
- بايال جوش على موقع IMDb (الإنجليزية)
- بايال جوش على موقع قاعدة بيانات الأفلام العربية
- بايال جوش على موقع قاعدة بيانات الفيلم (الإنجليزية)
- بايال جوش على موقع كينوبويسك (الروسية)